# Gorgopithecus major
Gorgopithecus major — викопний вид приматів з родини мавпові (Cercopithecidae). Це був великий павіан, що важив близько 41 кг. Вид мешкав у пліоцені в Африці